# جون كابرون
جون كابرون هو سياسي أمريكي، ولد في 14 فبراير 1797، وتوفي في 25 ديسمبر 1878. انتخب عضو مجلس نواب ماساتشوستس ‏.